# Schlacht von St. Kitts (1629)
Breda – Cádiz – St. Kitts
Die Schlacht von St. Kitts oder St. Cristopher war eine spanische Kriegshandlung, die zur Eroberung der Karibikinseln St. Kitts und Nevis von den Engländern und den Franzosen führte. Sie fand im Rahmen des Englisch-Spanischen Krieges (1625–1630) statt.
Im größeren Rahmen war dieser Konflikt Teil des Achtzigjährigen bzw. Dreißigjährigen Krieges.

## Hintergrund
Im Jahre 1629 war die englische Kolonie deutlich gewachsen und stellte sich als Bedrohung der spanischen Kolonien in der Karibik dar. Englische Siedler hatten etwa die Zahl von 3000 erreicht und verfügten über Waffen und Munition. Die spanische Flotte Armada de Sotavento in Mexico hatte den Befehl, die schwerbewaffneten französischen und englischen Kolonien zu attackieren.

## Angriff
Die spanische Flotte unter Admiral Fadrique de Toledo, hielt in Nevis und kaperte und versenkte etliche englische Schiffe, die dort vor Anker lagen. Spanische Soldaten wurden losgeschickt, um die Siedler gefangen zu nehmen und ihre Häuser zu zerstören.
Als Nevis von den Spaniern belagert wurde, flohen die Diener der Engländer und begrüßten die Spanier als Befreier.
Am 7. September 1629 rückten die Spanier in Saint Kitts ein und brannten die gesamte Siedlung nieder. Zahlreiche Einwohner flohen nach Tortuga und schlossen sich den dort niedergelassenen Freibeutern an, die vor spanischen Truppen auf Hispaniola geflüchtet waren.

## Nachgeschehen
Die Spanier erlaubten nach der Kapitulation, dass 700 Siedler nach England zurückkehren durften. Andere flohen in die Wälder (schätzungsweise 200 bis 400). Nach dem Vertrag von Madrid (1630) zogen sich die Spanier 1630 zurück und gaben die Inseln an die Engländer zurück. Viele Siedler kehrten zurück.

## Weiteres
1634 schuf Félix Castello das Gemälde Die Eroberung von St. Cristopher, das dem El Prado Museum gehört.